# La fuga degli angeli - Storie del Kindertransport
La fuga degli angeli - Storie del Kindertransport (Into the Arms of Strangers: Stories of the Kindertransport) è un documentario del 2000 diretto da Mark Jonathan Harris vincitore del premio Oscar al miglior documentario.